# 1995年太平洋颱風季
| 太平洋颱風季             |
| 主題頁 - 專題 - 編輯指南 |

1995年太平洋颱風季泛指在1995年全年內的任何時間，於赤道以北及國際換日線以西的太平洋水域所產生的熱帶氣旋。雖然有關方面並沒有設下本颱風季的指定期限，但大部份於西北太平洋的熱帶氣旋通常都會於6月至12月期間形成。
本條目的範圍僅侷限於赤道以北及國際換日線以西的太平洋水域。於赤道以北及國際換日線以東的太平洋水域產生的風暴則被稱為颶風。在西太平洋產生的熱帶風暴係由東京颱風中心命名，而在該地區的熱帶低氣壓的編號都以 W 字母作結。而凡進入或產生於菲律賓風暴責任範圍以內的熱帶低氣壓，菲律賓大氣地理天文部門（PAGASA）都會為它們訂立一個菲律賓名稱，作當地警報用途；因此同一個風暴有時候會有兩個不同的名稱。
以下各熱帶氣旋資訊以熱帶氣存在期間的最強形態為準。

## 已被國際命名的熱帶氣旋

### 熱帶風暴汀娜（Deanna）
PAGASA:Auring

### 強烈熱帶風暴加里（Gary）
PAGASA:Bebeng

### 颱風海倫（Helen）
PAGASA:Caring
海倫於8月7日在馬尼拉以東約1190公里之西北太平洋形成一熱帶低氣壓。它向西北移動，於8月9日增強為熱帶風暴，翌日進入南海。8月11日，海倫在香港東南偏南約380公里進一步增強為強烈熱帶風暴。翌日早上，它在廣東惠州惠陽（香港之東北約60公里處）登陸。在內陸，海倫迅速減弱，並於黃昏消散。

### 熱帶風暴伊文（Irving）
PAGASA:Diding
8月17日，一個位於西沙以南約120公里之南海的低壓區發展成一熱帶低氣壓，被命名為伊文。翌日早上，伊文以每小時15公里的速度向北移動，並增強為熱帶風暴。在減弱為熱帶低氣壓後不久，伊文於8月20日早上登陸雷州半島。它迅速減弱並消散。
 英屬香港
當地懸掛最高風球信號： 一號戒備信號
在香港，一號戒備信號在8月18日下午12時30分懸掛，當時伊文集結在香港之西南偏南約510公里。一號信號在8月19日晚上11時45分除下，伊文繼續遠離香港。伊文於8月19日早上8時最接近香港，當時位於香港之西南約400公里。天文台總部在8月19日下午5時錄得最低瞬時海平面氣壓為1007.4百帕斯卡。
伊文的環流較為緊密，在吹襲期間，本地天氣仍然良好，吹和緩東至東南風，離案風勢間中清勁。在為伊文懸掛熱帶氣旋警告信號期間，香港只錄得微量雨量。在伊文影響期間，當地並無重大損毀報告。

### 熱帶風暴珍妮斯（Janis）
PAGASA:Etang

### 颱風肯特（Kent）
PAGASA:Gening
一熱帶低氣壓於8月24日形成，後於8月26日增強為熱帶風暴。肯特於29日迅速地增強為中心風力達150mph（241km/h）四級超級颱風，隨後侵襲菲律賓呂宋島北部及台灣南部。後在8月31日登陸中國大陸鄰近香港附近，並減弱為颱風級別，中心風力為110mph。肯特造成52人同傷，損失$89百萬（1995 USD）。

### 強烈熱帶風暴洛伊斯（Lois）
8月26日，位於西沙之東北偏東約290公里之南海的低壓區發展成熱帶低氣壓洛伊斯。洛伊斯以時速10公里向西移動，並在翌日增強成強烈熱帶風暴。洛伊斯在8月28日登陸海南島，造成嚴重破壞。約有17人被殺，九人受傷。多艘漁船在大風中翻側。洛伊斯離開海南島，於8月30日橫過北部灣，登陸越南北部，並迅速消散。
 英屬香港
當地懸掛最高風球信號： 一號戒備信號
隨着洛伊斯增強，一號戒備信號在8月27日下午1時15分懸掛。雖然洛伊斯向西橫過南海時從未距離香港少於530公里，但其廣泛環流令港內風勢清勁及疾勁，離岸及高地風力更強，間中亦有狂風驟雨。隨着洛伊斯在海南登陸，一號信號在8月28日早上9時35分除下。洛伊斯在8月26日下午2時左右最接近香港。天文台總部在8月26日下午4時及下午5時錄得最低瞬時海平面氣壓為1002.6百帕斯卡。
除了在長沙灣有簷蓬懷疑被強陣風吹走外，洛伊斯影響期間並無重大損毀報告。

### 熱帶風暴蓮娜（Nina）
PAGASA:Helming
蓮娜於9月2日在馬尼拉之東南偏東約970公里處形成一熱帶低氣壓。兩日後，它在菲律賓登陸，有五人因船傾側而喪生。與蓮娜相關的大雨觸發了皮納圖博山的泥石流，掩埋了約700棟房屋。蓮娜在9月4日下午進入南海，最初向西移動，但翌日又轉向西北移動，它增強為熱帶風暴。蓮娜在海面穩定移動，於9月7日在雷州半島登陸，並於當晚在內陸消散。在中國，並無與蓮娜通過相關的重大損毀報告。
 英屬香港
當地懸掛最高風球信號： 一號戒備信號
在香港，蓮娜到達香港以南時，一號戒備信號在9月6日早上9時45分懸掛。9月6日至7日，離岸及高地間中吹強風。由於雨區主要集中在其南面，蓮娜只為當地帶來了幾陣狂風驟雨。蓮娜在9月7日清晨5時左右最接近香港，當時位於香港之西南約380公里。隨着蓮娜在雷州半島登陸，一號信號在9月7日早上10時15分除下。天文台總部在9月6日清晨4時、5時及6時錄得最低瞬時海平面氣壓1003.4百帕斯卡。
在蓮娜影響期間，當地並無現明顯受熱帶氣旋破壞。

### 颱風寶莉（Polly）
PAGASA:Ising

### 颱風萊恩（Ryan）
PAGASA:Luding
9月16日，萊恩在西沙之西南偏南410公里處發展為一熱帶低氣壓，在幾乎停留不動三日後，萊恩在9月19日開始向北移動並達到颱風強度。它於9月20日以東北路徑橫過了南海北部。9月22日，萊恩掠過台灣南部，至少4人死亡，亦中斷了約兩萬戶家庭的電力供應。萊恩的環流亦影響菲律賓北部，有漁船在大浪中翻側，三名漁民死亡。
萊恩加速向東北移動，於9月24日清晨橫掃日本南部，並於當日下午在日本海變成溫帶氣旋。萊恩在日本造成了相當大的破壞，一名老婦死亡、五人受傷、三人失踪。950多棟房屋被淹沒，大約17400戶家庭的電力供應被中斷。
 英屬香港
當地懸掛最高風球信號： 一號戒備信號
萊恩的路徑很不尋常，因為它從西南至東北靠近華南海岸。在香港，一號戒備信號在9月19日晚上10時15分懸掛，萊恩開始向北移動。9月20日，它在南海上轉向東北移動，並於翌日清晨加快。這條路徑使當地避過受萊恩的烈風及普遍強風吹擊，當時萊恩是一股成熟颱風。但當萊恩橫過南海北部時，它環流邊緣為香港高地及離岸帶來強風，雖然萊恩在橫過過程中仍與香港保持相當距離。9月21日清晨5時，萊恩最接近香港，當時位於香港之東南偏南約400公里。一號信號在9月21日早上11時正除下，當時萊恩集結在東沙以南約140公里，不再對香港構成威脅。天文台總部在9月21日下午3點錄得最低瞬時海平面氣壓為1006.8百帕斯卡。

在萊恩影響期間，香港並無重大受風暴破壞的報告。

### 颱風斯寶（Sibyl）
PAGASA:Mameng
9月28日，斯寶在馬尼拉之東南偏東約1170公里形成一熱帶低氣壓。它向西北偏西移動，在隨後兩日橫掃菲律賓，對那些島嶼造成嚴重破壞。大雨觸發了山洪暴發、山泥傾瀉及皮納圖博山的泥石流，至少有100人喪生、另有100人失踪、234000人無家可歸。斯寶於10月1日離開菲律賓，進入南海。在10月2日下午達到颱風強度後，斯寶向西北偏西移動，然後在10月3日清晨轉向西北偏北移動。它於當日下午在廣東西岸登陸，並於翌日在內陸消散。

### 熱帶風暴華爾（Val）
PAGASA:Neneng

### 強烈熱帶風暴伊維特（Yvette）
PAGASA:Oniang

### 颱風扎克（Zack）
PAGASA:Pepang

### 颱風安琪拉（Angela）
PAGASA:Rosing
颱風安琪拉是一股非常強大的五級颱風，其最高持續風速達到180英里每小時（290公里每小時），最低氣壓低至910毫巴（百帕斯卡）。
安琪拉影响了菲律賓中部地區，並為該區造成巨大損失。安琪拉造成93.3億披索（約3.15億美元，兩者均以1995年計算，下同）的經濟損失，並帶走了936條人命。安琪拉是繼1987年的颱風妮娜以來，直接影響菲律賓最強烈的颱風，直到2006年颱風西馬侖吹襲菲律賓為止。

### 強烈熱帶風暴丹尼（Dan）
PAGASA:Trining

## 未被國際命名的熱帶氣旋
除了被命名的熱帶氣旋外，還有一些沒被命名的熱帶低氣壓的熱帶氣旋。以下列出那些熱帶氣旋的資料。

### 熱帶低氣壓32/33W
PAGASA:Sendang